# آگمه (بودیسم)
آگَمه (انگلیسی: Āgama) در آیین بودا، آگمه به مجموعه‌ای از متون اولیه بودایی اشاره دارد که حاوی آموزه‌ها و گفتارهای بودا و شاگردان اصلی اوست. این متون به زبان پالی نوشته شده‌اند و مشابه «سوترا» در زبان سانسکریت هستند.
آگمه‌ها منبع مهمی برای شناخت آموزه‌های اولیه بودایی و تاریخچه این دین هستند. آنها همچنین درک بهتری از زندگی و تعالیم بودا به ما می‌دهند.
در سنت ترواده که یکی از قدیمی‌ترین مکاتب بودایی است، آگمه‌ها به عنوان بخش اصلی متون مقدس شناخته می‌شوند و راهبان و پیروان این مکتب برای مطالعه و تعمق در آنها وقت زیادی صرف می‌کنند.
در مکاتب دیگر بودایی مانند مهایانه، آگمه‌ها همچنان مورد احترام هستند، اما متون دیگری نیز به عنوان متون مقدس به آنها اضافه شده است.
پنج آگمه در کنار هم سوته‌پیتکه مکاتب اولیه بودایی را تشکیل می‌دهند. در سنت ترواده، این متون با اصطلاح نیکایه شناخته می‌شوند و واژه آگمه در آن استفاده نمی‌شود. آگمه به مجموعه‌ای از آموزه‌های اولیه بودا اشاره دارد که به‌طور عمده در ترجمه‌های چینی محفوظ مانده‌اند و بخش‌هایی نیز در پراکریت، سانسکریت و تبت باقی مانده‌اند. این متون به چهار نیکایای نخست (و بخش‌هایی از نیکایای پنجم) در سوته‌پیتکه شباهت دارند. آگمه (مجموعه شمالی) و نیکایه (مجموعه جنوبی) در محتوا تا حدی متفاوت‌اند و بخش‌هایی از انگوتره نیکایه و سامیوتا نیکایه در آگاما نیامده‌اند.
آگمه گاهی به یک دسته از متون اشاره دارد و می‌تواند شامل سوته‌پیتکه شود که در سنت ترواده به عنوان نمایشی تاریخی و دقیق از آموزه‌های بودا در نظر گرفته می‌شود. در قرن چهارم، آسنگا این مجموعه را شراوکاپیتکه نامید و آن را با شراوکاها و پراتیِکابوداها مرتبط دانست و سوتره‌های مهایانه را به بودیساتواپیتکه نسبت داد.
برخی از مکاتب اولیه مانند سرواستیواده، کاسیپیه، مهاسانگهیکه و دارماگوپته نسخه‌های متفاوتی از چهار آگامای پراکریت/سانسکریت داشتند. پژوهشگران این متون را با نیکایای کانون پالی مقایسه کرده‌اند تا تغییرات و ریشه‌های آنها را بررسی کنند.
چهار مجموعه آگمه موجود به‌طور کامل در ترجمه چینی حفظ شده‌اند. این پنج آگاما شامل: دیرگا آگمه، مدیاما آگمه، سامیوکتا آگمه، اکوترا آگمه و کادرا آگمه یا کادرا پیتکه هستند. آگمه‌های دیگر نیز وجود دارند که به‌صورت متون پراکنده در زبان‌های کهن مانند سانسکریت و گنداری حفظ شده‌اند و در متون مهایانه و آبهیدارما نیز اشاره‌هایی به آنها شده است.

## کلیات
آگمه یکی از چهار بخش متون مقدس بودایی به زبان سانسکریت است که با بخش‌های متون پالی مطابقت دارد. به این ترتیب، دیگها آگمه سانسکریت معادل دیگها نیکایه پالی، مدیاما آگمه معادل مجیما نیکایه، سامیوکاتا آگمه معادل سامیوتا نیکایه، و اکوتارا (یا اکوتاریکا) آگمه معادل آنگوتارا نیکایه است.
اگرچه این مجموعه‌ها به‌طور کلی با هم همخوانی دارند، اما  کاملاً یکسان نیستند. توجه داشته باشید که دلیلی وجود ندارد که تصور کنیم یک «متن مقدس سانسکریت» واحد وجود داشته است. سارواستیوادی‌ها متون مقدس خود را به زبان سانسکریت داشتند، اما لوکوتاراوادی‌ها و احتمالاً مکاتب دیگر نیز متون مقدس خود را به زبان سانسکریت داشتند. بعضی مکاتب دیگر ممکن است متون مقدس خود را به زبان‌های میانه هندی مانند گندهاری داشته باشند.
معلوم نیست که چند مکتب معادل پنجمین نیکایه متون پالی، یعنی خودکه نیکایه، را داشته‌اند، اما هیچ‌کدام از آنها به زبان سانسکریت باقی نمانده است. بوداغوشا در متون پالی از واژه آگمه و نیکایه به جای یکدیگر استفاده کرده است. تقریباً به‌طور قطع، معرفی واژه آگمه با افزایش تسلط فرهنگی سانسکریت به وجود آمده است.